# Monte Marenzo
Monte Marenzo är en ort och kommun i provinsen Lecco i regionen Lombardiet i Italien. Kommunen hade 1 888 invånare (2018).